# Jean-Étienne Esquirol

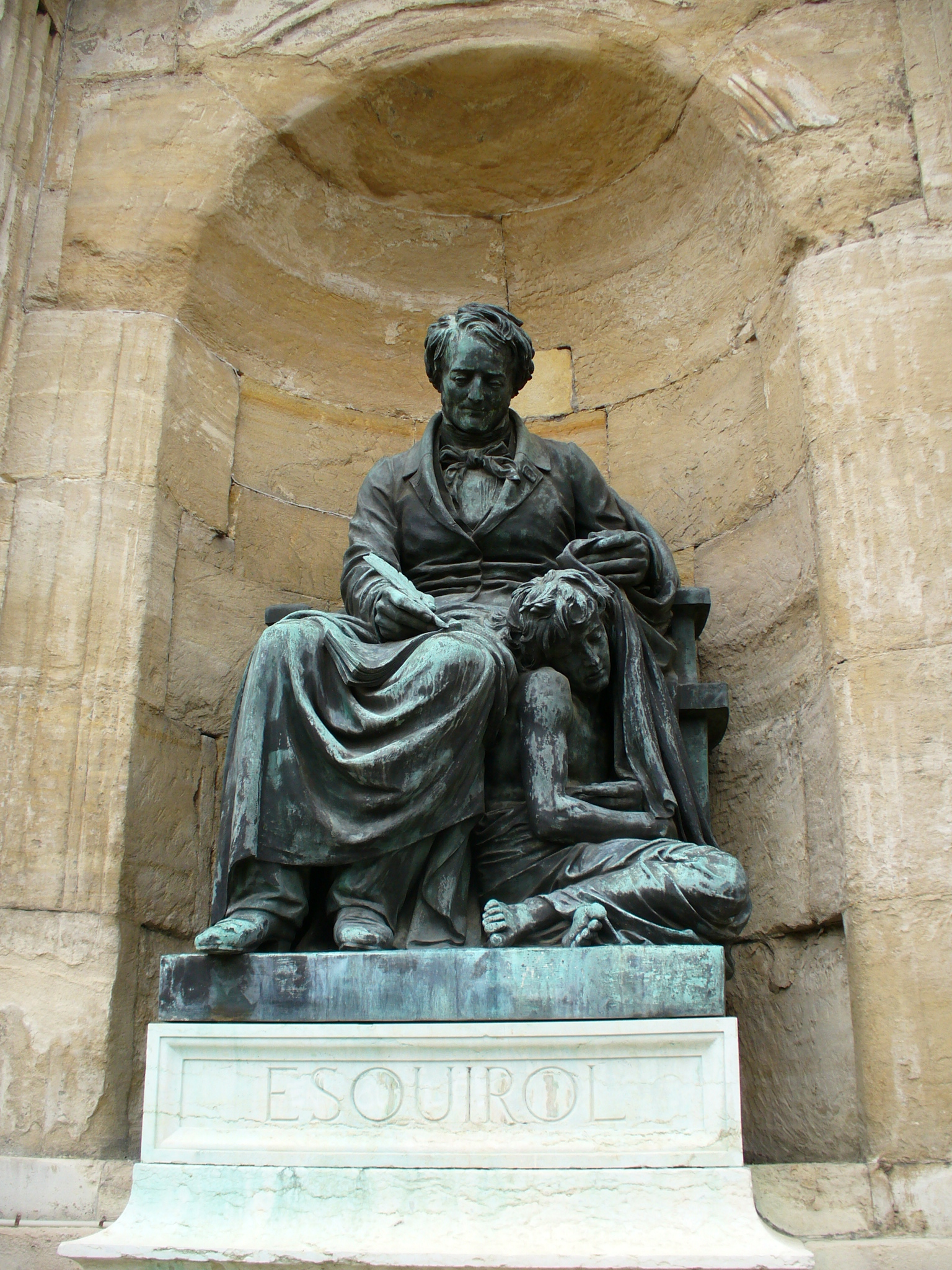
Armand Toussaint, staty av Esquirol.

Jean-Étienne Dominique Esquirol, född 3 februari 1772 i Toulouse, död 12 december 1840 i Paris, var en fransk psykiater.
Esquirol praktiserade i Paris, där den berömde psykiatern Philippe Pinel fick honom att intressera sig för psykiatrin. Omkring 1800 inrättade han en privat anstalt för sinnessjuka och vann snart stort anseende som psykiater. Han disputerade 1805 för medicine doktorsgraden med avhandlingen Des passions considérées comme causes, symptômes et moyens curatifs de l’aliénation mentale, som med ens gjorde Esquirol berömd. År 1810 blev han Pinels efterträdare som läkare vid La Salpêtrière, verkade 1814 för en tid som militärläkare, upprättade 1817 den första psykiatriska kliniken och utnämndes 1823 till direktör för den stora dåranstalten Charenton utanför Paris, vilken han gjorde till en internationellt uppmärksammad mönsteranstalt. Åren 1823-30  var han även "inspecteur de l’université". Esquirol invaldes 1834 som utländsk ledamot av Kungliga Vetenskapsakademien.
Bland Esquirols många skrifter märks Aliénation mentale. Des illusions chez les aliénés. Question médico-légale sur isolement des aliénés (1832) och Des maladies mentales, considérées sous les rapports médical, hygiénique et médico-legal (två band, 1838). År 1862 restes en staty av honom vid Charenton, som 1973 även ändrade namn till Hôpital Esquirol. I artikeln i Nordisk familjebok av Robert Tigerstedt anges följande omdöme som citat: "Är Pinel skaparen och grundläggaren af den moderna behandlingen af sinnessjuka, så är Esquirol den egentliga psykiatriens skapare och grundläggare. Han är visserligen ej fri från mångahanda oriktigheter och fel, såsom fallet ju är med hvar och en, som vågar beträda ett nytt, ouppodladt område; men om man betänker hvad psykiatrien blef under hans ledning och hvad den ännu lofvar att blifva, kunna ifrågavarande ofullkomligheter icke uppfattas annorlunda än såsom obetydliga och för det hela högst oväsentliga."